# Eurygenius murinus
Eurygenius murinus là một loài bọ cánh cứng trong họ Anthicidae. Loài này được Haldeman miêu tả khoa học năm 1843.